# Gmina Erseka
Gmina Erseka (alb. Bashkia Ersekë) – gmina miejska położona w południowo-wschodniej części Albanii. Administracyjnie należy do okręgu Kolonja w obwodzie Korcza. W 2011 roku populacja gminy wynosiła 3 746 osób, 1 899 kobiety oraz 1 847 mężczyzn, z czego Albańczycy stanowili 83,18% mieszkańców, a Grecy 1,04%.